# 마크 슈워처
마크 슈워처(영어: Mark Schwarzer, 1972년 10월 6일, 시드니 ~ )는 오스트레일리아의 전 축구 선수로, 포지션은 골키퍼이다. 그는 1993년부터 2013년까지 호주 국가대표로 활동하였고 2006년과 2010년에 FIFA 월드컵에도 출전하였다.

## 같이 보기
- A매치 100경기 이상 출전한 축구 선수 명단